# Georg Edlinger
Georg Edlinger (* 5. Juni 1967 in Amstetten) ist ein österreichischer Perkussionist, Schlagzeuger und Komponist.

## Leben
Georg Edlinger studierte zunächst Jazz-Schlagzeug und absolvierte 1992 das Diplomstudium am Franz Schubert Konservatorium in Wien. Seine Studien setzte er von 1993 bis 1996 an der Timeline International Music School im Bereich Perkussion fort, wo er sich mit afrikanischer und afrokaribischer Musik beschäftigte.
Es folgten Studienaufenthalte unter anderem in Havanna auf Kuba und ein Studium für IGP-Drums und Perkussion am Bruckner Konservatorium in Linz und am Vienna Konservatorium in Wien. 1999 spielte er mit der Gruppe Tanga Konzerttourneen in ganz Europa. 2002 veröffentlichte er Percussion-Lehrbücher für Djembé, Congas, Bongos, Schlagzeug, Darabuka und für Rhythmisches Training.
2003 gründete er ein eigenes CD-Label mit dem Namen cwm-music und veröffentlichte CDs mit seiner  Formation shineform mit Volker Kagerer und Mario Rechtern.
2005 bis 2010 erschienen beim Label Extraplatte die CDs shineform Waterpercussion, gefolgt mit seinem Solo-Debüt Percussion Beyond The Timelines und einer DVD mit dem Titel  shineform The Making of Kling Klong.
2006 erhielt er eine Professur für Jazz Schlagzeug und Perkussion am Franz Schubert Konservatorium in Wien, wo er 2010 die Akademie für Ethno-Percussion auf Schloss Neuwaldegg gründete und gemeinsam mit Herwig Stieger und Stefan Maass erstmals den Lehrplan für Ethno-Percussion in Österreich und Südtirol verfasste.
Seit 2006 ist er als freier Workshopdozent und in den Musikprojekten mit African Club 3 sowie Drumball Connection, Universal Rhythm Blasters at Work und seit 2012 als Dozent am Gustav Mahler Konservatorium in Wien tätig.
Ebenfalls arbeitete er im Bereich Film und Theatermusik wie in den Projekten Missing links, Engerling, Nosferatu, Das Cabinet des Dr. Caligari, Scal Gala und bei der Kung-Fu-Show Shaolin & Wudang sowie bei weiteren Performances mit eigenen entworfenen Metall-Perkussionsinstrumenten aus Schrott bei Linz 09 und bei der Ars Electronica 2013.

## Diskografie
- Single: Why is it you 1991
- Fish Lips Greedy Sucking 1993
- Difference  Autumn 1993
- Bahöö – Accidents Happen (Gash Records) 1995
- Bahöö – Trip Across the Universe – Sampler X-Act (CCP Records) 1997
- Dog G. – London Space Jam 1997
- BNB – Fire and Brimestone 1998
- The Brand New Barbarians Limited Edition 1998
- Gone to the dogs – Soundtrack 1999
- shineform – die spur (cwm-music-rebeat) 2000
- shineform – missing links CD & DVD 2000
- shineform – sap 3 2001
- shineform – air 2002
- shineform – Engerling (cwm-music-rebeat) CD & DVD 2002
- shineform – live in nickelsdorf (cwm-music) 2002
- Rechtern – Edlinger – Raindances (L.abop) 2002
- Rechtern – Edlinger – Earthdances (L.abop) 2002
- shineform & n.n. und ähnliche Elemente – General Education Kit (no edition-cwm-music-rebeat) 2003
- shineform & n.n.und ähnliche Elemente – Panorama 345° (no edition-cwm-music) 2003
- shineform – Machines (L.abop-cwm-music) 2003
- Types – Edlinger, Kagerer, Wallner 2003
- Transformation – Edlinger, Kagerer, Nobili 2004
- BNB – Live @ the Redcross Garage – DVD 2004
- Tanga – Intense GDX RMX – Sampler Schall & Rauch Vol. 1 (Monkey Music) 2004
- Tanga – Intense (BMG) 2004
- Tanga – Soulcleansing Mix by Waldeck LP 2004
- Tanga – Sink – Sampler E. Lounge Bare Jewels (Sony Music-BMG) 2005
- Tanga – Come up for Air (Monkey Music-Universal) 2005
- Home beige – June (Monkey Music-Universal) 2005
- shineform – Waterpercussion (Extraplatte-Rebeat) 2005
- Extraplatte Jazz Contemporary Vol. 6 (Extraplatte) 2006
- Georg Edlinger – Percussion Beyond the Timelines (Extraplatte-Sunny Moon-Rebeat) 2007
- 10 Years Shineform – Music & Expression (cwm-music-Kittel & Zippe) DVD 2008
- Tanga – Helium – Sampler Bar Lounge Classics Vol. 5 (Sony Music) 2009
- Der Schwimmer – Elbschwimmer (Pumpkin Records) 2009
- shineform – The Making of Kling Klong (Extraplatte-Sunny Moon) DVD 2010
- Universal Rhythm Blasters at Work – Windfire – Georg Edlinger, Harry Jen, Errol Dix (Hoanzl-Broken Silence) 2011
- Universal Rhythm Blasters at Work – Fall Light – (Final Motion) Music Video 2011
- BNB – Live at moz:Art (Rebeat) 2012
- Petrol Gang – Start The Fun Party (Petrol Gang-Rebeat) 2012
- Electric Mantra – Sanna Pirita & Andy Eicher, G. Edlinger, T. Pichler, M. Warum (vienna 2 day) 2012
- Universal Rhythm Blasters at Work – Pub Urbaw (cwm-music-Rebeat) 2012
- Petrol Gang – BMT-CD Radio-Compilation Vol. 1 (BMT) 2013
- Drumball Connection – Live in der Tabakfabrik (cwm-music-Rebeat) 2014
- Universal Rhythm Blasters at Work – BMT-CD Radio-Compilation Vol. 2 (BMT) 2014
- Prairie Lizards – live (Cactus Records) 2014
- Universal Rhythm Blasters at Work – BMT-CD Radio-Compilation Vol. 4 (BMT) 2016
- Georg Edlinger – Nosferatu Soundtrack  (Timezone-Records) 2016
- The Brand New Barbarians – Just Another Tequila (cwm-music-Rebeat) 2021
- Tanja Pichler – Klangoasen (Rebeat) 2022

## Publikationen
- Lernprogramm für rhythmisches Training 1–3 – 2000
- Unterrichtsliteratur: Drums 1, Conga 1 & 2, Djembe 1 & 2, Djembe Aufbaukurs 1, Darabuka 1, Bongo 1 – 2002
- Rhythmische Guide Timelines und deren Auswirkung auf die heutige Jazz-Popularmusik – 2003
- Lehrplan für den interkulturellen Afro-Kurs des Landes OÖ – 2004
- Lehrplan Modul Ethno-Percussion in Mitarbeit für Österreich – Südtirol – 2008
- Buch – Dorninger – Verschwinden Perspektive Utopie 2009
- Lehrplan für den Studienlehrgang für Ethno-Percussion am Franz Schubert Konservatorium in Wien 2010
- Smallpercussion 1 – 2010
- Ethno-Percussion 1 & 2 – 2010
- Udu for Udo – Duo für Udu Percussion Instrumente – 2012
- 11 Smallpercussion Solos – 2012
- 11 Cajon Solos – 2014
- Cajon 1 – 2014
- Polymix – 2019
- Kpachlogo - 2024